# Siebolds Blumen-Esche

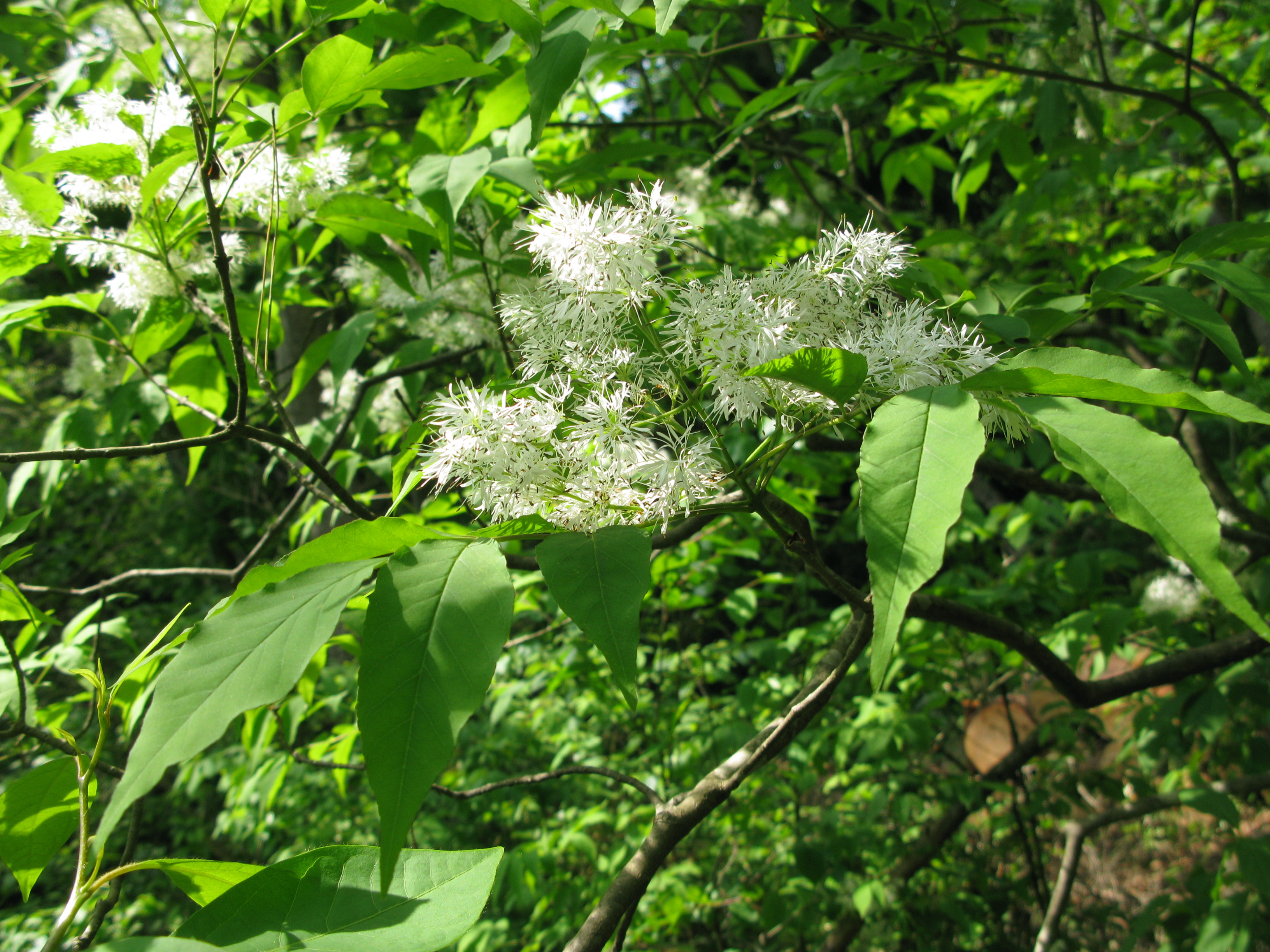
Blätter und Blütenstände

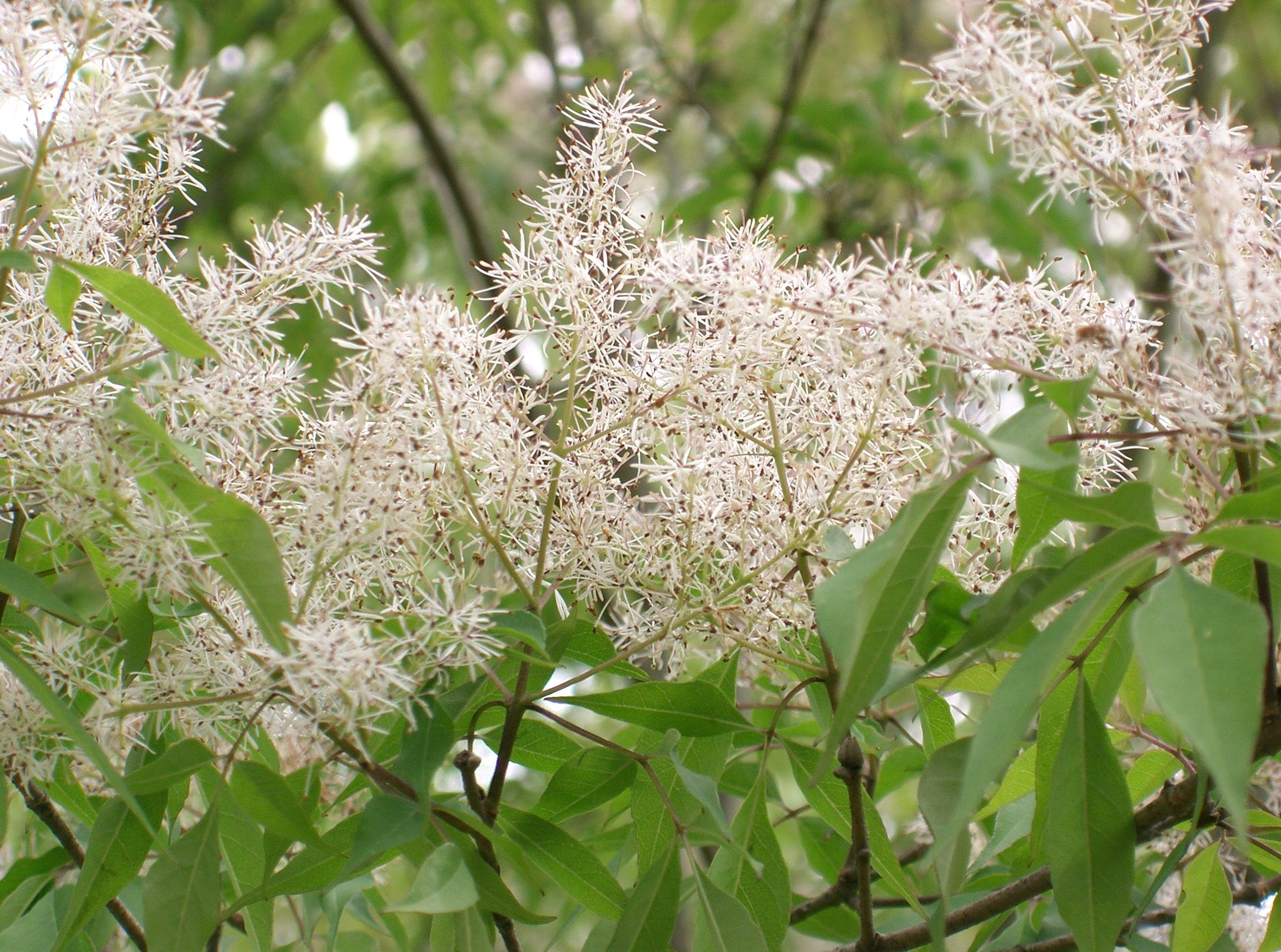
Blütenstände

Siebolds Blumen-Esche (Fraxinus sieboldiana) ist eine Baum- und Strauchart aus der Gattung der Eschen in der Familie der Ölbaumgewächse. Ihr natürliches Verbreitungsgebiet liegt in Südost-China, Korea und Japan.

## Beschreibung
Siebolds Blumen-Esche ist ein laubabwerfender Großstrauch oder kleiner, stark verzweigter Laubbaum, der eine Höhe von meist nur 5–7 Metern, selten bis über 12 Metern erreicht. Die Zweige sind dünn, grau und fein drüsig behaart. Die Endknospen sind grau.
Die gegenständigen und gestielten Laubblätter sind 10 bis 15 Zentimeter lang, unpaarig gefiedert und bestehen aus 5 bis 7, selten auch nur 3 sitzenden oder kurz gestielten Blättchen. Die Blättchen sind 2,5 bis 8 Zentimeter lang und 1,5 bis 4,5 Zentimeter breit, eiförmig bis elliptisch, seltener verkehrt-eiförmig, spitz oder zugespitzt mit abgerundeter bis spitzer Basis. Die Blättchenoberseite ist mattgrün und kahl, die Unterseite ist an der Mittelrippe behaart bis kahl. Es werden etwa 7 bis 10 Nervenpaare gebildet. Der Blättchenrand ist schwach gesägt bis fast ganz. Der Blattstiel ist leicht rötlich, 2 bis 3 Zentimeter lang und wie auch die Blütenstandsstiele fein behaart.
Die Blüten sind androdiözisch verteilt und stehen in end- und achselständigen, 8 bis 13 Zentimeter langen Rispen. Die Kelchblätter sind sehr klein und gezähnt. Es werden vier, etwa 5 bis 7 Millimeter lange, weiße Kronblätter gebildet. Die duftenden Blüten erscheinen nach den Blättern im Juni.
Die Blüten sind männlich oder zwittrig.
Als Früchte werden 2–2,5 Zentimeter lange, einseitig geflügelte und einsamige Nussfrüchte gebildet, deren Flügelsaum bis zum oberen Drittel herabläuft.

## Verbreitung und Ökologie
Das Verbreitungsgebiet von Siebolds Blumen-Esche reicht von Jiangxi, Anhui, Fujian, Jiangsu, Zhejiang in China über Korea bis nach Japan. Dort gedeiht sie in artenarmen Wäldern und Gehölzgruppen oder in Trockenwäldern auf trockenen bis frischen, sauren bis schwach alkalischen, sandigen bis sandig-humosen Böden an sonnigen Standorten. Sie ist wärmeliebend und frosthart. Sie wächst in Höhen von 500 bis 1200 Metern.

## Systematik
Siebolds Blumen-Esche (Fraxinus sieboldiana) ist eine Art aus der Gattung der Eschen (Fraxinus) aus der Familie der Ölbaumgewächse (Oleaceae). Sie wird der Sektion Ornus zugeordnet. Ein Synonym der Art ist Fraxinus mariesii Hook.f.

## Verwendung
Siebolds Blumen-Esche wird selten aufgrund der dekorativen und duftenden Blüten als Zierstrauch verwendet.